# Пиратская партия Швеции
Па́ртия пира́тов (швед. Piratpartiet) — появившаяся в 2006 году в Швеции политическая партия, выступающая против существующего законодательства в области интеллектуальной собственности, патентов, копирайта и за неучастие Швеции в международных организациях по защите авторских прав, таких как ВОИС и ВТО. Вопреки распространённому заблуждению, партия не выступает против авторских прав вообще, а лишь хочет разрешить неограниченный некоммерческий обмен объектами авторских прав, сохраняя запрет на коммерческий. Кроме того, партия выступает за защиту приватности в сети Интернет и в повседневной жизни.
В своей программе партия не касается больше никаких других тем, поэтому невозможно однозначно классифицировать её как левую или правую.
Лидеры партии — Анна Труберг, Рикард Фальквинге (основатель), Кристиан Энгстрём, Фредрике Лантц, Бальдер Лингегорд, Мика Шёман и Юаким Лундборг.
Сайт «Пиратская партия» (англ.) открылся 1 января 2006 года. Первоначально перед партией стояла задача собрать как минимум 2000 подписей, чтобы получить возможность принять участие в выборах 17 сентября. Менее чем за 24 часа после открытия сайта необходимое количество голосов было собрано.
Опросы, проведённые 31 мая 2006 года, показали, что «Пиратская партия» пользуется поддержкой 3,1 % мужского населения Швеции, впервые принимающего участие в выборах.
В парламентских выборах 17 сентября 2006 года партия набрала 0,63 % голосов.
6 июня 2006 года в Стокгольме и Гётеборге прошли пиратские акции протеста против полицейского рейда, целью которого было закрытие крупнейшего шведского BitTorrent-трекера «The Pirate Bay».
На прошедших с 4 по 7 июня 2009 года выборах в Европарламент «Пиратская партия» набрала в Швеции 7,1 % голосов, которые обеспечили ей одно место в Европарламенте.
После подписания в ноябре 2009 года странами-участницами Евросоюза Лиссабонского договора шведская «Пиратская партия» получила ещё одно, второе место в Европарламенте. Вторым депутатом стала 22-летняя Амелия Андерсдоттер. Она же стала самым молодым депутатом Европарламента. Создатель игры Minecraft Маркус Перссон состоит в Пиратской партии.
- Рикард Фальквинге
- Демонстрация пиратов
- Демонстрация пиратов
- Амелия Андерсдоттер

## История

### Учреждение партии
Идея создания пиратской партии появилась у 34-летнего Рикарда Фальквинге в 2005 году во время дебатов об изменениях в законодательстве в области авторского права, которые несмотря на немалый общественный резонанс не принесли существенных результатов. Партия была организована 1 января 2006 года. В тот же день открылся её сайт, и весть о появлении политической партии принципиально нового типа мгновенно облетела весь Интернет. На сайте был представлен план из 6 этапов, первый из которых — сбор по крайней мере 2000 подписей, необходимых для регистрации политической партии в Шведской избирательной комиссии. Для того, чтобы партия могла участвовать в выборах в шведский парламент 27 сентября 2006 года, подписи нужно было собрать к 4 февраля (хотя официальное завершении сбора подписей было назначено на 28 февраля). Однако необходимое число подписей было собрано менее чем за сутки. К утру 3 января сбор подписей был приостановлен. К тому моменту партии отдали свои подписи 4 725 человек (при том, что предоставление личных данных было обязательным).
В течение месяца в необходимом количестве были собраны подписи уже на бумаге, и 10 февраля всё было готово для подачи заявки на участие в выборах. Интересно то, что партийный взнос в 5 шведских крон (примерно 22 рубля) можно внести с помощью SMS. Значительную роль в популяризации партии и её политической концепции за пределами Швеции сыграл сайт Slashdot.
В дальнейшем партия должна собрать средства для проведения избирательной кампании, отобрать кандидатов в парламент, создать отделение во всех городах Швеции с населением более 50 тысяч жителей, купить бюллетени и т. д. Также была организована кампания по сбору пожертвований, поставившая целью собрать 1 миллион крон (около 4 400 000 рублей).
С момента её появления к пиратской партии было приковано внимание средств массовой информации. Интервью основателя партии было на первых страницах шведских газет. За первую неделю существования Пиратской партии, сообщения о ней были опубликованы в более чем 500 англоязычных и в 600 испаноязычных СМИ. За первых два дня существования сайт партии посетило более 3 миллионов пользователей Интернета. Социологический опрос, проведенный газетой Aftonbladet, показал, что более 57 % населения поддерживают создание такой партии.
Идея партии была мгновенно «спирачена» — появился сайт «Антипиратской партии», которая якобы решила выступить за усиление преследования киберпреступников. Однако больше про «антипиратское» движение информации не появлялось, а их сайт не содержит сведений про текущую деятельность партии. Итак, не исключено, что это была шутка, пиар самой партии, или провокация.

### Избирательная кампания 2006 года
Лидеры партии были убеждены, что партия преодолеет четырёхпроцентный барьер и пройдет в парламент, поскольку, по оценкам, в Швеции пиринговыми сетями пользуются от 800 тысяч до 1,1 миллиона человек, и по крайней мере для четверти из них вопрос авторского права имеет принципиальное значение.
Согласно исследованиям Ungt Val, 120 000 молодых людей в возрасте от 15 до 21 года были готовы поддержать Партию Пиратов.
31 мая 2006 года произошёл рейд шведской полиции на серверы хостинга The Pirate Bay, что стало поводом для первого публичного выступления партии. Если до этого ежедневно регистрировалось около десятка новых членов партии, то за пару дней после этого события количество членов партии выросло почти вдвое и составило 3 611 человек.
В знак протеста против подобных действий полиции 3 июня партия организовала массовые акции в Стокгольме и Гётеборге, известные как пиратские демонстрации. Кроме Партии Пиратов, в этих выступлениях также участвовали молодёжные организации Партии зеленых, Либеральной партии и Левой партии. На несколько дней основной темой обсуждений в Швеции стала проблема авторского права и принципов распространения информации. Основным интересом партии, кроме критики предложенных Министром юстиции Томасом Бодстремом ограничений на распространение информации, стали права на свободную информацию и формирование правового государства.
На парламентских выборах 17 сентября 2006 года получила 34 918 голосов, что составляет 0,63 % от количества избирателей, принявших участие в голосовании. Партия Пиратов заняла девятое место и не преодолела проходной барьер. Если бы партия набрала по крайней мере 1 %, ей бы компенсировали затраты на печать бюллетеней, а в случае получения партией 2,5-процентной поддержки она получила бы средства для следующей избирательной кампании.

### Избирательная кампания 2009 года
После поражения на выборах 2006 года стратегия партии была изменена. Было создано молодёжное крыло партии Ung Pirat (рус. Молодые пираты), которое насчитывает 21 800 членов, что делает его крупнейшей молодёжной политической организацией в Швеции. Основной задачей молодёжного крыла является подготовка новых политиков для пополнения рядов партии. Существенным является то, что молодёжное крыло финансируется преимущественно из бюджета за счёт поступления от налогов, получив около 1,3 миллионов крон финансовой помощи несмотря на то, что идеи, высказанные организацией, в частности относительно того, что касается отклонения договора об авторском праве, противоположны позиции правительства.
В новой версии программы партии от января 2008 года больше внимания уделялось стремлению к демократизации общества, формированию свободного рынка, гражданского общества и реализации информационной приватности. В новой редакции программы остались основные положениях относительно авторского права и интеллектуальной собственности, которые были провозглашены ещё при основании партии.
В феврале 2009 года Партия Пиратов приняла активное участие в поддержке обвиняемых в судебном процессе против владельцев хостинга The Pirate Bay, которые обвинялись в нарушении авторских прав на музыкальные произведения и подстрекательстве других к противозаконным действиям. Благодаря вызванному этим событием ажиотажу вокруг темы авторских прав 18 февраля, на третий день после начала процесса количество членов партии достигло рекордной отметки в 10 000 человек, и по состоянию на начало марта продолжает стремительно расти.
Основной текущей задачей партии являлось получение места в Европарламенте по итогам выборов 2009 года, к участию в которых партия готовилась с 2006 года. По мнению членов партии, шансы получить место в Европарламенте выше, чем на парламентских выборах, из-за меньшего интереса к европейским выборам электората парламентских партий. Партия Пиратов также планирует принять участие в следующих выборах, которые произойдут в 2010 году, а получение места в Европейском парламенте может стать хорошим началом для избирательной кампании в Риксдаге.
Количество членов партии снизилось с 9 600 в начале 2007 года до 7 205 к ноябрю 2008 года, однако до марта 2009 года количество членов выросло до 11 662. Во время проведения суда в отношении известного торрент-трекера The Pirate Bay численность партии выросла почти до 15 тысяч, а после объявления предварительного приговора за первые семь часов возросла на три тысячи. По состоянию на 18 апреля 2009 партия насчитывала более чем 23 000 человек, и их число продолжало стремительно возрастать.
К середине 2009 партия имела более 49 000 членов, что сделало её третьей по числу членов партией в Швеции.
На выборах 7 июня 2009 в Европарламент партия получила 7,1 % голосов и получила одно место в Европарламенте.

## Текущий статус
В настоящий момент руководство партии составляют: Рикард Фальквинге (основатель), Кристиан Энгстрём, Анна Труберг, Мартен Фьяллстром, Анна Свенссон, Стефан Флод, София Дальгрен, Рикард Олссон, Микаэль Нилссон, Клара Товхулт и Бьорн Одлунг. Ранее членом руководства был Микаэль Виборг, также известный как юрисконсульт популярного BitTorrent-трекера The Pirate Bay. 1 января 2011 года председатель партии Рикард Фальквинге заявил о своём уходе с поста. Его заменила Анна Труберг.

## Международные связи
Партия Пиратов является соучредителем международной организации PP International Архивная копия от 9 июля 2018 на Wayback Machine, которая объединяет пиратские партии мира. В июне 2007 года в Вене состоялась международная конференция «Политика нового поколения?! Пираты в Брюссель в 2009!?», на которой представители пиратских партий и гражданских организаций обсудили будущее движения.
Партия Пиратов в Швеции была исторически первой партией подобного рода. Спустя несколько месяцев после её появления аналогичные партии были созданы в Испании, Австрии, Германии и Польше. Пиратская партия России. Пиратские партии США, Франции, Аргентины и Финляндии не зарегистрированы, но ведут активную деятельность. Кроме шведской Партии Пиратов, в выборах участвовала только Пиратская партия Германии, которая набрала 0,3 % голосов в выборах в Гессене в 2008 году, а затем, после всплеска популярности Пиратского движения в 2009 году — 0,9 % на выборах в Европарламент 9 июня, 1,8 % на выборах в земельный парламент Шлезвиг-Гольштинии и 2,0 % на выборах в Бундестаг 27 сентября.

## Электорат
Основным электоратом партии являются пользователи сети Интернет, которые составляют около 70 % населения Швеции, в частности пользователи пиринговых сетей и студенты. Большинство членов партии составляют мужчины в возрасте от 20 до 30 лет.

## Критика
Так каким был бы результат прекращения действия авторских прав на программу после пяти лет? Это не заставило бы разработчика выпустить исходный текст, и следует полагать, что большинство никогда этого делать не будет. Пользователи, которым по-прежнему будут отказывать в исходном тексте, по-прежнему же не смогут пользоваться программой свободно. В программе могла бы даже быть “мина замедленного действия”, которая прекращала бы работу программы через пять лет; в этом случае копии из “общественного достояния” вообще не стали бы выполняться.
Итак, предложение Пиратской партии позволило бы разработчикам несвободных программ пользоваться исходными текстами под GPL через пять лет, но это не дало бы разработчикам свободных программ пользоваться несвободными исходными текстами, ни через пять, ни даже через пятьдесят лет. Это принесло бы миру свободы вред, а не пользу. Разница между исходным текстом и объектным кодом и практика применения лицензионных соглашений фактически дали бы разработчикам несвободных программ исключение из общего правила пятилетнего срока авторских прав — исключение, которое не распространяется на свободные программы.

Мы также применяем авторское право для того, чтобы частично отклонить угрозу патентов на программы. Мы не можем обезопасить от них свои программы — никакая программа не может быть в безопасности от патентов на программы в стране, где такие патенты возможны — но мы, по крайней мере, не даем делать с их помощью программы фактически несвободными. Шведская Пиратская партия предлагает отменить патенты на программы, и если это произойдет, то эта проблема будет снята. Но пока мы не достигли этого, мы должны сохранять свою единственную защиту от патентов.— Ричард Столлман 

### Официальный сайт
- Piratpartiet. — официальный сайт. Дата обращения: 6 июня 2009. Архивировано 14 февраля 2012 года.

### Новости
- Пиратская Партия Швеции на полпути к Европарламенту TorrentFreak (30 апреля 2009)
- Пиратская партия предлагает защиту от правообладателей (недоступная ссылка) compulenta.ru (16 августа 2006)
- P2P users set up a political party in Sweden (англ.). — статья на финском сайте AfterDawn.com (Финляндия, ЕС). Дата обращения: 4 января 2006. Архивировано 14 февраля 2012 года.

### Аналитика
- Сергей Капица, «Интернет изменит контуры права на интеллектуальную собственность» Архивная копия от 17 марта 2022 на Wayback Machine. Интервью из журнала «Эксперт-Интернет», #3 от 24 июля 2000
- Ричард Столлман, Говорите, «интеллектуальная собственность»? Соблазнительный мираж Архивная копия от 5 марта 2010 на Wayback Machine